# Platambus astrictovittatus
Platambus astrictovittatus là một loài bọ cánh cứng trong họ Bọ nước. Loài này được Larson & Wolfe miêu tả khoa học năm 1998.